# سیارک ۹۳۲۳
سیارک ۹۳۲۳ (به انگلیسی: 9323 Hirohisasato، نامگذاری:1989CV1) نه هزار و سیصد و بیست و سومین سیارک کشف شده‌است که در ۱۱ فوریه ۱۹۸۹ کشف شد.
قدر مطلق سیارک برابر ۱۴٫۵۰ است.